# Alleman (Iowa)
Pour les articles homonymes, voir Alleman.
Alleman est une ville du comté de Polk, en Iowa, aux États-Unis. Elle est incorporée le 18 mai 1973.

## Source de la traduction
- (en) Cet article est partiellement ou en totalité issu de l’article de Wikipédia en anglais intitulé « Alleman, Iowa » (voir la liste des auteurs).